# Ibrahim Bin Amir
Ibrahim Bin Amir (* 10. Mai 1961) ist ein malaysischer Poolbillardspieler.

## Karriere
Nachdem er in der Vorrunde ausgeschieden war, erreichte Ibrahim Bin Amir bei der 9-Ball-Weltmeisterschaft 2005 die Runde der letzten 64 und unterlag dort dem Ungarn Vilmos Földes. Bei den 9-Ball-Weltmeisterschaften 2006 und 2007 schied er erneut in der Vorrunde aus. Im Juli 2007 gelang ihm beim Asian-9-Ball-Tour-Turnier in Singapur der Einzug ins Finale, das er jedoch mit 8:11 gegen den Taiwaner Yang Ching-shun verlor. Im Dezember 2007 gewann er bei den Südostasienspielen 2007 die Bronzemedaille im 8-Ball. Im April 2008 kam Bin Amir bei der 8-Ball-WM auf den 33. Platz. Bei den 10-Ball-Weltmeisterschaften 2008 und 2009 schied er in der Vorrunde aus. Im Juli 2010 erreichte er das Sechzehntelfinale der 9-Ball-WM und unterlag dort dem späteren Vizeweltmeister Kuo Po-cheng nur knapp mit 10:11. Bei den Asienspielen 2010 gelang ihm 8-Ball der Einzug ins Finale, in dem er mit 4:7 gegen Kuo Po-cheng verlor. 2011 erreichte Bin Amir die Runde der letzten 64 bei der 10-Ball-WM und schied in der Vorrunde der 9-Ball-WM aus. Bei der 10-Ball-Weltmeisterschaft 2015 folgte erneut das Aus in der Vorrunde.
Bin Amir nahm bislang siebenmal am World Cup of Pool teil. Nachdem er 2006 gemeinsam mit Patrick Ooi das Achtelfinale erreicht hatte, schied er 2008, 2009 und 2010 mit Lee Poh Soon in der ersten Runde aus. Anschließend bildete er 2011 und 2012 erneut mit Patrick Ooi das malaysische Team, das 2011 das Achtelfinale erreichte und dort den späteren Siegern Thorsten Hohmann und Ralf Souquet unterlag. 2014 schied er mit Alan Tan in der ersten Runde aus.
Mit der malaysischen Nationalmannschaft nahm Bin Amir 2012 und 2014 an der Team-Weltmeisterschaft teil und schied jeweils in der Vorrunde aus.
Bin Amir lebt derzeit in Sabah.